# La città nera (racconto)
La città nera (The Black City) è un racconto incompiuto scritto da Robert Ervin Howard rinvenuto dopo la morte dell'autore, con protagonista Kull di Valusia.

## Storia editoriale
La versione revisionata e completata da Lin Carter con il titolo Black Abyss venne pubblicata nel 1967 all'interno della raccolta King Kull della Lancer Books mentre il solo frammento è stato pubblicato per la prima volta nel successivo Kull. The Fabulous Warrior King della Bantam Books del settembre 1978.
Il racconto venne pubblicato in Italia per la prima volta nel 1975 all'interno del volume Kull di Valusia edito da Editrice Nord, corrispondente all'edizione Lancer, con il titolo L'abisso tenebroso; La traduzione del testo originale venne pubblicata dalla Mondadori nella raccolta integrale Kull. Esule di Atlantide nel 2008, corrispondente all'edizione Del Rey, intitolata La città nera.

## Adattamenti
La versione di Lin Carter è stato adattata dalla Marvel Comics nel 1974 all'interno della rivista antologica Savage Sword of Conan.
| Data         | Edizione inglese                        | TItolo                   | Titolo italiano | Sceneggiatura   | Disegni        | Copertina  | Prima edizione italiana | Data italiana |
| ------------ | --------------------------------------- | ------------------------ | --------------- | --------------- | -------------- | ---------- | ----------------------- | ------------- |
| Ottobre 1974 | Savage Sword of Conan 2 (Marvel Comics) | The Beast from the Abyss | n/a             | Steve Englehart | Howard Chaykin | Neal Adams | Inedito                 | n/a           |

## Edizioni
- Black Abyss, in King Kull, Lancer Books, settembre 1967.
- The Black City, in Kull. The Fabulous Warrior King, Bantam Books, settembre 1978
- The Black City, in Kull: Exile of Atlantis, Del Rey Books, ottobre 2006.
- L'abisso tenebroso, traduzione di G. L. Staffilano, in Fantacollana 9, Editrice Nord, settembre 1975.
- La città nera, traduzione di Giuseppe Lippi, in Urania 1, Mondadori Editore, aprile 2008.